# 都得主义

都得主义标志

都得主义（英語：Dudeism）是一种新兴宗教、哲学或生活方式。Dude意为伙计，源于1998年电影《谋杀绿脚趾》的主角The Dude。都得主义的主要目的是推广一种现代道教，其中融入了古希腊哲学家伊壁鸠鲁的观点，所得的人格以《谋杀绿脚趾》的主人公展现。都得主义常被认为是一种模仿宗教，因为它使用了喜剧电影的元素，并有时批评了传统宗教，不过它的创立者以及许多追随者们都严肃对待都得主义背后的哲学。 每年三月六日是都得主义的圣日。

## 起源
都得主义于2005年由一位居于泰国清迈的记者Oliver Benjamin创立。都得主义的正式名称是“后期伙计教会”（The Church of the Latter-day Dude），这个名字形式上和耶稣基督后期圣徒教会十分接近。截止2017年5月，全球有450000名都得主义牧师（通过在线过程即可得到认证），而都得主义牧师在一些美国州里已经可以合法主持婚礼。
尽管都得主义重度使用来自《谋杀绿脚趾》的形象和台词，它的信徒们相信都得主义的世界观早在世界文明的初期就存在了，主要是為了修正社會對侵略和过度扩张的傾向。他们將老子、伊壁鸠鲁、赫拉克利特、释迦牟尼以及教会形成前的耶稣等歷史人物並稱為“历史上的好伙计”（Great Dudes in History）。更近期的人物则有美国超验主义的核心人物拉尔夫·沃尔多·爱默生和沃尔特·惠特曼，以及諸如库尔特·冯内古特和马克·吐温的人文主义者。

## 哲学
都得主义本质上是一个现代版本的道教，不过去掉了所有有關形而上學或醫學的教義。都得主义提倡在面对生活的困难时“順其自然”，“保持冷静”並“用轻松的心态对待”，它认为这是和我们的内心以及與他人互動的挑戰和谐共处的唯一方式。它同时旨在減輕注重成就和个人财富的社會所带来的不满足感和焦虑。因此，一些諸如洗澡、打保齡球、和朋友出去玩等的日常活动被认为比积累财富以及以愉快和精神滿足為目的的消費更有意义。